# John Cleveland

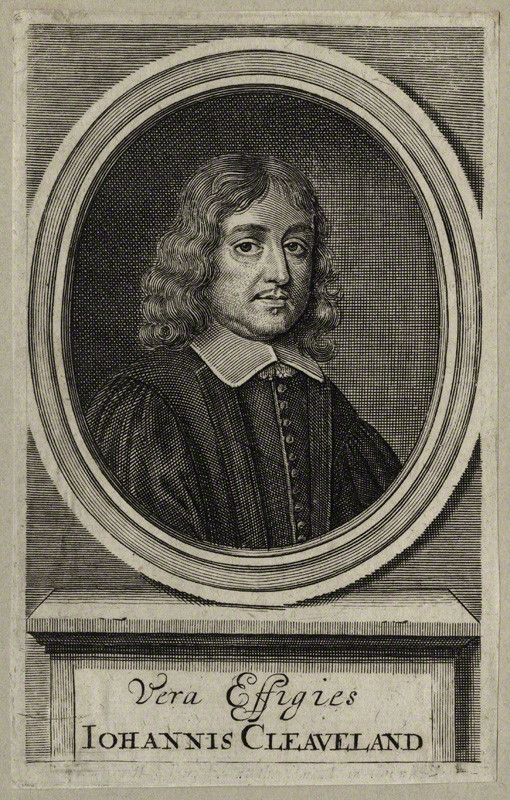
John Cleveland

John Cleveland (* im Juni 1613 in Loughborough, Leicestershire; † 29. April 1658) war ein englischer Dichter.

## Leben
Cleveland wurde 1613 als Sohn eines Schul- und Kirchendieners in Loughborough geboren. 1621 zog die Familie nach Hinckley um, wo John die Grammar School besuchte. Am 4. September 1627 immatrikulierte er sich am Christ’s College in Cambridge. Dort erreichte er 1631 den B.A.- und 1635 den M.A.-Grad. Danach blieb er bis 1642 als Dozent für Rhetorik an diesem College; einige lateinische Reden aus dieser Zeit sind erhalten. Er beschäftigte sich aber auch mit den Rechts- und Naturwissenschaften. In den politischen Unruhen der Zeit stand Cleveland auf der Seite des Königs und war ein entschiedener Gegner der Puritaner und des Parlaments. In den Jahren 1638 und 1641 erschienen zum ersten Mal Gedichte von ihm in von der Universität herausgegebenen Sammlungen. 1642/43 ging Cleveland nach Oxford, wo er bis 1645 am St John’s College blieb und weiter produktiv war. Im Februar 1645 verlor Cleveland seine Stelle in Oxford. Kurz darauf wurde ihm von der königlichen Armee eine Stelle bei der Garnison von Newark-on-Trent verschafft. Die Stadt wurde von den Schotten belagert und kapitulierte letztendlich. Sein Aufenthaltsort während der nächsten neun Jahre ist ungeklärt. Als bekannter Unterstützer der unterlegenen Royalisten und ohne Einkommen war er wohl zunächst auf der Flucht und auf die Unterstützung von anderen Royalisten angewiesen. 1655 wurde Cleveland in Norwich festgenommen. Er sagte aus, ein Jahr zuvor aus London nach Norwich gekommen zu sein. Nach etwa drei Monaten im Gefängnis schrieb er ein Gnadengesuch an Oliver Cromwell, worauf er entlassen wurde und wohl nach London ging. Er starb im Jahr darauf an einer Fieberkrankheit.

## Werk
In Cambridge begann Cleveland Gedichte zu schreiben. Neben Liebesgedichten verfasste er – sowohl in Prosa als auch in Versform – Lobreden und politische Satiren. 1644 erschien sein erstes Buch, The Character of a London Diurnall, eine Spottschrift gegen eine Art Vorläufer moderner Zeitungen, die in London veröffentlicht wurde und die die politischen Unruhen der Zeit aus Sicht der Parlamentarier darstellte. Cleveland schrieb danach zwei weitere satirische Prosatexte: einen über Beamte, die Güter von Adligen beschlagnahmen, und einen über die Autoren der Diurnals, also der Zeitungen.

## Stil
In seinen Gedichten verwendet Cleveland oft ungewöhnliche Sprachbilder, sogenannte conceits. Diese sind typisch für die Metaphysische Dichtung, zu der seine Lyrik gezählt werden kann. Typisch für ihn ist das schnelle Aufeinanderfolgen von verschiedenen, z. T. unerwarteten Vergleichen, was auch zu Katachresen führt. Weitere sprachliche Mittel sind markante Gedichtanfänge und die Verwendung von unüblichen, langen Wörtern. Die Zeilen eines Reimpaares bilden oft zusammen eine Aussage von Epigrammartiger Prägnanz und Ironie. Ein Beispiel hierfür aus dem Gedicht „The Rebel Scot“:
Had Cain been Scot, God would have chang'd his doome,
Not forc'd him wander, but confin'd him home.
(Wäre Kain Schotte gewesen, Gott hätte ihn anders verdammt:
nicht zum Wandern, sondern zum Daheimbleiben hätte er ihn gezwungen.)
In seinen Satiren attackiert Cleveland diejenigen, die die Monarchie, die Kirche, die Universitäten oder allgemein die etablierte Gesellschaft angreifen. Dabei beweist er Witz und Einfallsreichtum, schreckt aber auch vor Übertreibung und Polemik nicht zurück. Er griff, was damals sonst selten vorkam, auch einzelne Personen an, wie z. B. Oliver Cromwell.

## Editionsgeschichte
Es ist keine Sammlung seiner Gedichte überliefert, an der Cleveland selbst mitgearbeitet hat. Immer wieder erschienen neue Raubdrucke, in denen verschiedene und unterschiedlich viele Gedichte als Werk Clevelands dargestellt werden. Daher ist bis heute nicht in jedem Fall die wirkliche Autorschaft geklärt. Der Band John Cleveland Revived beispielsweise, erschienen ein Jahr nach seinem Tod, enthält 37 Gedichte, von denen zwei tatsächlich von Cleveland stammen.
Zwischen 1647 und 1687 erschienen mindestens 25 Ausgaben seiner Gedichte. Aus dieser Vielzahl ist ersichtlich, dass Cleveland schon zu Lebzeiten einer der meistgelesenen Dichter seiner Zeit war. Auch danach hielt sein Ruhm für mehrere Jahrzehnte an. John Dryden kritisierte jedoch Cleveland in einem Vergleich mit John Donne scharf: Dieser gebe dem Leser „tiefe Gedanken in einfacher Sprache“, jener hingegen „einfache Gedanken in abstrusen Worten“. Für Samuel Johnson  war Clevelands Werk ein Paradebeispiel für die von ihm geschmähten „Conceits“ der metaphysical poets. Als im 20. Jahrhundert ein wissenschaftliches Interesse an seinem Werk entstand, konzentrierte sich die Forschung auf die politischen Gedichte. Insgesamt wird sein Werk heute nicht unter die englische Dichtung ersten Ranges gezählt, seine Bedeutung für die Geschichte der Satire und der politischen Literatur jedoch anerkannt.

## Werke
Da eine Auflistung der unautorisierten Gedichtsammlungen nicht sinnvoll ist, hier nur die von Cleveland autorisierten Prosatexte und eine moderne, kritische Gedichtausgabe:
- The Character of a London Diurnall. Oxford: Lichfield 1644.
- The Character of a Country Committee-man, with the Earmark of a Sequestrator. London 1649.
- The Character of a diurnal-maker. London 1654.
- The Poems of John Cleveland. ed. by Brian Morris and Eleanor Withington. Oxford: Clarendon Press 1967.

## Quelle
- Daniel P. Jaeckle: John Cleveland. In: Dictionary of Literary Biography, Bd. 126, hg. v. M. Thomas Hester. Detroit: Gale 1993, S. 62–70.

| Personendaten    | Personendaten                |
| ---------------- | ---------------------------- |
| NAME             | Cleveland, John              |
| KURZBESCHREIBUNG | englischer Dichter           |
| GEBURTSDATUM     | Juni 1613                    |
| GEBURTSORT       | Loughborough, Leicestershire |
| STERBEDATUM      | 29. April 1658               |